# معاذ هراء
ابومسلم، مُعاذ بن مسلم کوفی شهرت‌یافته به مُعاذ هَرّاء (؟ - ۸۰۳م) زبان‌شناس نحوی و شاعر عراقی در سدهٔ دوم هجری/هشتم میلادی بود. آثاری در نحو نگاشت که هیچ‌یک برجای نمانده است. کسایی کوفی نزد او حدیث و زبان فراگرفت و از او روایت نمود. معاذ را شیعی‌گرا و شاعر وصف کرده‌اند که شعرش همانند شاعران نحوی بوده‌است. از آن رو به هَرّاء لقب گرفت که پوشاکِ هَرویه می‌فروخت. 